# Brevet de technicien supérieur - Design de produits
En France, le brevet de technicien supérieur en design de produits est un diplôme se préparant en deux ans. Il destine aux métiers du design d'objets : designer industriel, designer automobile, designer produit, styliste industriel, accessoiriste, etc.
Dans le secteur des arts appliqués, un diplôme supérieur d'arts appliqués (DSAA), une licence 3 ou une école d'art peuvent être envisagés dans la poursuite d'études après l'obtention du BTS.
Le BTS design de produits est accessible soit directement après un baccalauréat sciences et technologies du design et des arts appliqués (STD2A), soit après une mise à niveau en arts appliqués (MANAA) d'un an pour les autres bacheliers.
Depuis 2019, la MANAA, et les BTS en design sont remplacés progressivement par le diplôme national des métiers d’arts et du design (DNMADE) d'une durée de 3 ans et conférant le grade de licence (180 crédits ECTS). En 2020, il n'est plus possible de postuler en BTS design de produits. La dernière session d'examen du BTS design de produits a lieu en 2021,,.

## Établissements préparant au BTS DP

### Public
- Lycée François Magendie[4] à Bordeaux
- Lycée Technique Jean Perrin[5] à Marseille
- Lycée Vauban[6] à Brest
- École Boulle (STI AA, MANAA) à Paris
- Lycée La Martinière Diderot[7] (BTS DE, MANAA) à Lyon
- ENSAAMA : École nationale supérieure des arts appliqués et des métiers d'art (MANAA, BTS DE, DP, CV…) à Paris
- ESAAB : École Supérieure d’Arts Appliqués de Bourgogne, Lycée Alain Colas[8] à Nevers (BTS DP, DE, DG, DSAA DE, DP, DG, CPGE, MANAA)
- ESAAT : École Supérieure des Arts Appliqués et du Textile (BTS DP, DE, CV, DVEV, DMTE, MANAA), à Roubaix
- Pôle supérieur de Design du Limousin, Lycée Raymond Loewy La Souterraine (23)(MANAA, BTS CV, DE, DP, DSAA) , à [9]La Souterraine

## Établissements semi-privés
- Lycée Technique de la Grande Tourrache[10] à Toulon (BTS DP, DE, CV, MANAA)
- L'institut Sainte Geneviève[11] à Paris (BTS DP, DMA CA, MANAA)

### Établissements privés
- Écoles de Condé à Paris, Lyon, Nice, Nancy et Bordeaux (BTS Design de produits, MANAA)[12]
- Créasud à Bordeaux[13]  (BTS DP, DE, CV, MANAA)